# Gehyra pamela
Gehyra pamela är en ödleart som beskrevs av  King 1982. Gehyra pamela ingår i släktet Gehyra och familjen geckoödlor. Inga underarter finns listade i Catalogue of Life.